# ZIF

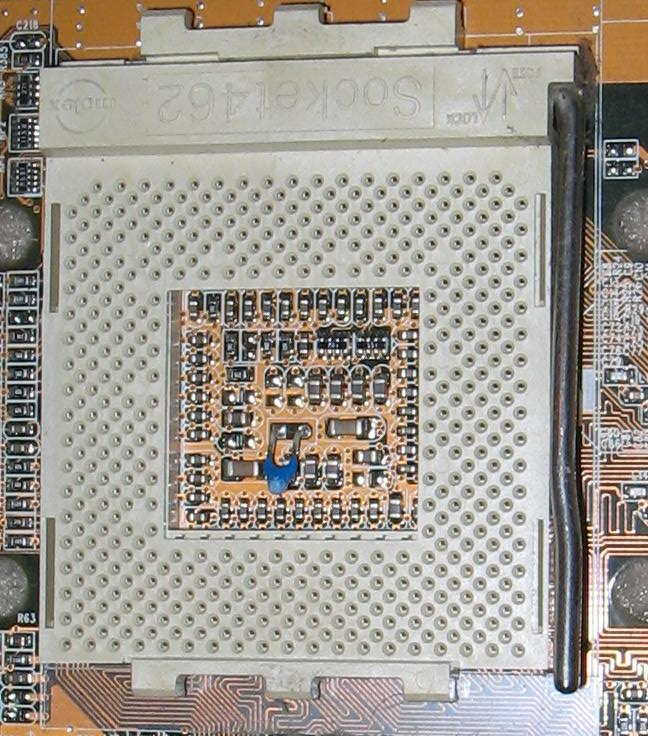
Um grande soquete ZIF (soquete 462).

ZIF é um acrónimo em inglês para Zero Insertion Force ("Força de Inserção Zero"), um conceito utilizado no design de soquetes de circuitos integrados, criado para evitar problemas causados pela força aplicada na inserção e extração de CIs.